# Srednjoafričke zračne snage
Srednjoafričke zračne snage (fra. Force Aérienne Centrafricaine) su zračna komponenta oružanih snaga Srednjoafričke Republike.
Same zračne snage su gotovo neoperativne te zbog toga lovci Mirage F1 francuskih zračnih snaga redovito patroliraju nad kritičnim regijama u zemlji ali i sudjeluju u zračnim napadima.
Prema službenim podacima, srednjoafričke zračne snage raspolažu sa sedam letjelica - šest lakih aviona Aermacchi AL-60 te jednim helikopterom Eurocopter AS 350 Ecureuil. Također, neslužbena je informacija da je Srednjoafrička Republika uložila novac zarađen rudarskim koncesijama u kupnju dva stara transporta helikoptera Mil Mi-8 iz Ukrajine te jedan transportni avion C-130 Hercules iz SAD-a (proizveden 1950-ih).

## Popis letjelica Srednjoafričkih zračnih snaga
| Zrakoplov                  | Slika | Porijeklo | Vrsta                    | Model              | U službi | Napomena         |
| -------------------------- | ----- | --------- | ------------------------ | ------------------ | -------- | ---------------- |
| Aermacchi AL-60            |       | Italija   | višenamjenski avion      | AL-60C-5 Conestoga | 6        |                  |
| Eurocopter AS 350 Ecureuil |       | Francuska | višenamjenski helikopter | AS 350B            | 1        | Dostavljen 1987. |

## Unutarnje poveznice
- Gruzijsko ratno zrakoplovstvo
- Nacionalne zračne snage Angole
- Ciparske zračne snage